# Necuke

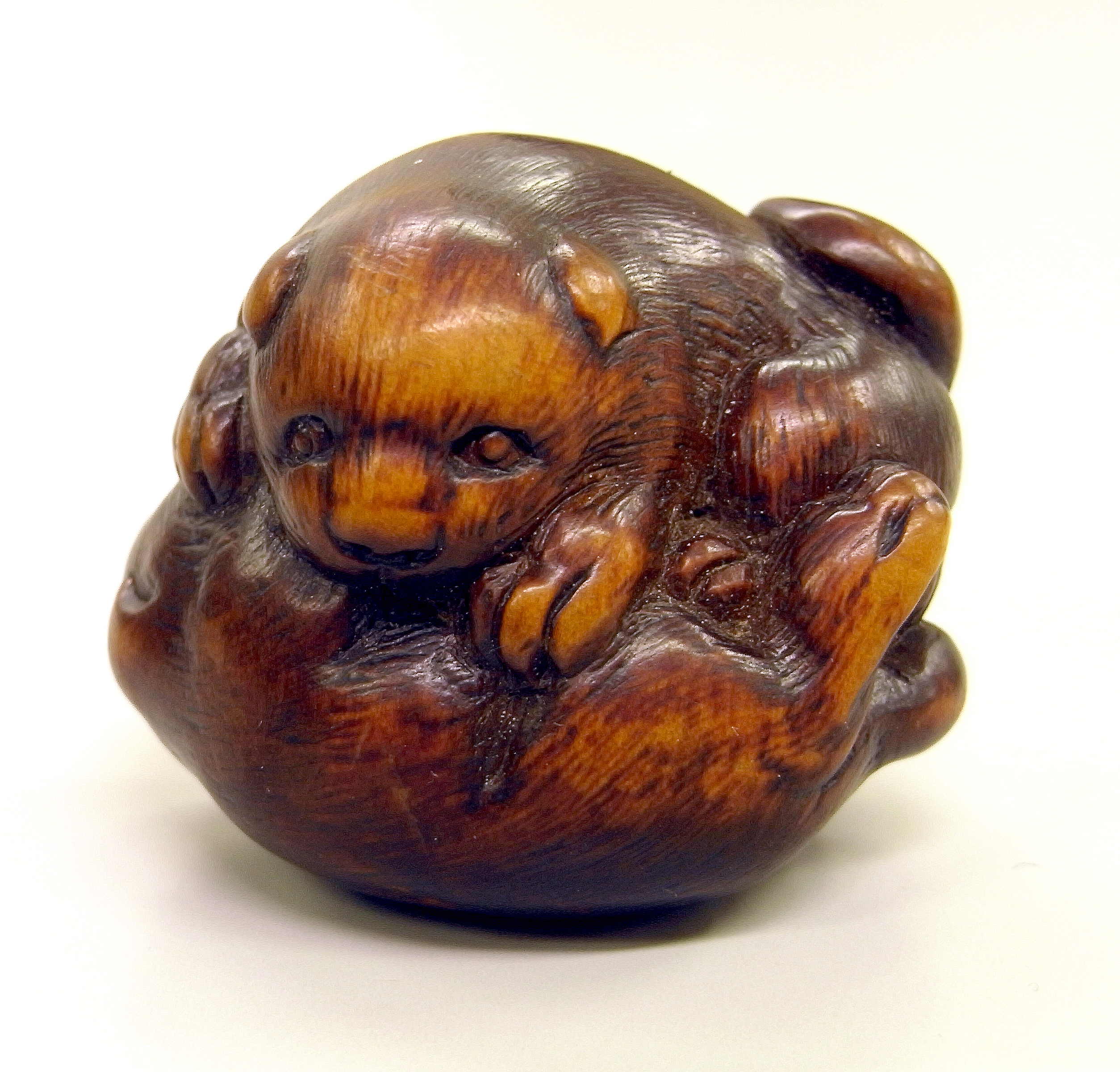
Dřevěné necuke ve formě psa od Kokeie (虎渓)

Necuke (japonsky: 根付) je knoflík ve formě miniaturní plastiky sloužící k zavěšování inró za pás. Inró je malá, často několikapatrová krabička na medikamenty a osobní razítko, která se pomocí knoflíku necuke zavěšovala k pasu. 

## Důvod vzniku

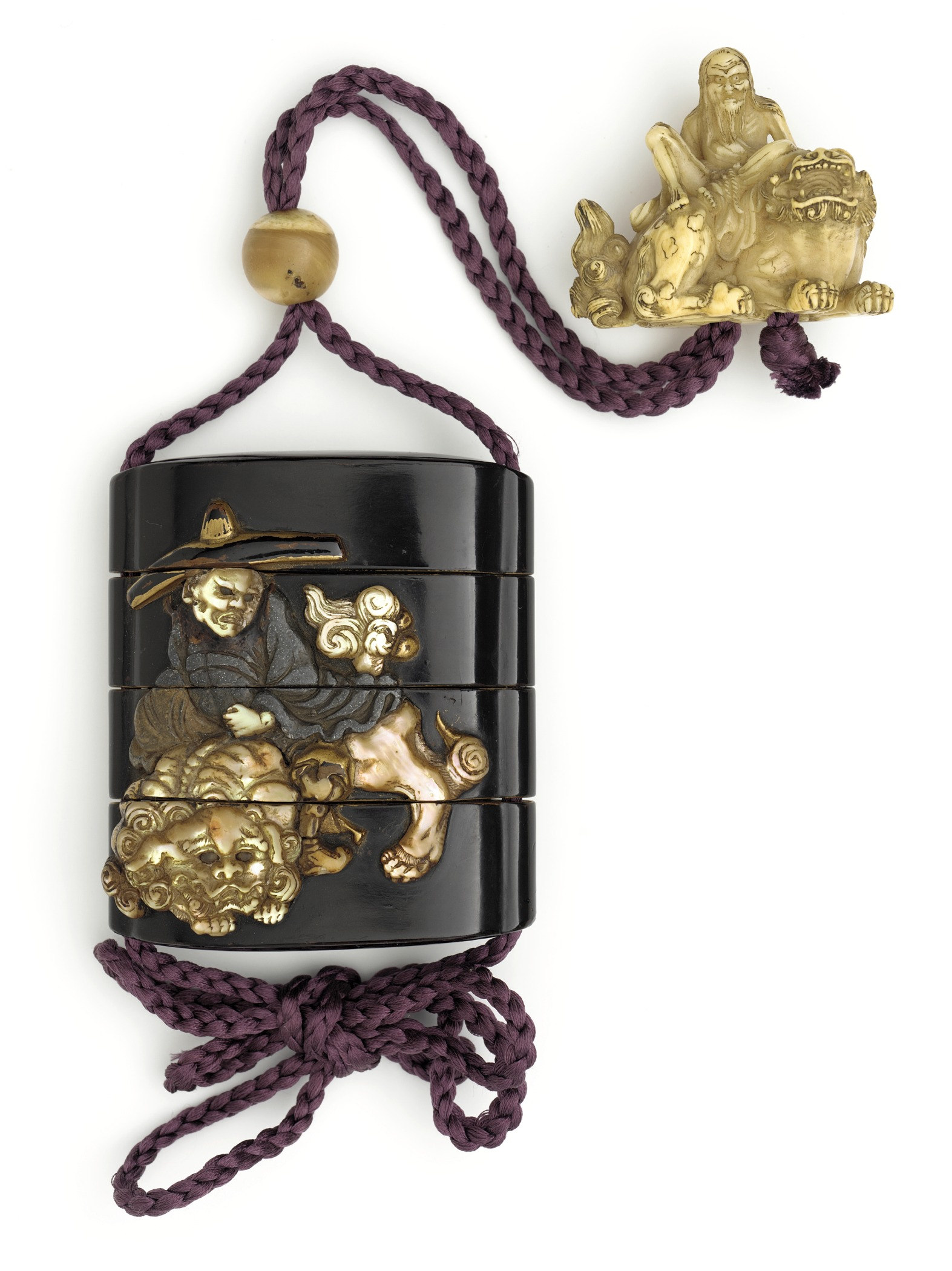
Inró, které bylo na knoflík necuke zavěšováno

Japonský tradiční oděv nemá kapsy. Některé malé nezbytnosti, které bylo nutno brát s sebou na cesty, bylo zvykem ukládat do záhybů širokých rukávů. Jako praktičtější, zvláště pro muže, se časem ukázalo nosit tyto drobnosti jako malé peněženky, pouzdra na tabák, krabičky na léky, osobní razítka a podobně zavěšené na šňůrce upevněné k pásku. Takové drobnosti se obecně nazývají sagemono. K upevnění sagemono byly užívány ozdobné knoflíky zvané necuke.
Japonská móda 16. století přikazovala nosit malé lakové krabičky na osobní razítko nebo na voňavé esence, případně laky. Krabičky měly několik dílů a dodnes se jim říká inró. V 17. století se do Japonska rozšířil tabák a tabatěrky společně s fajfčičkami tvořily soupravu zvanou kiseru. Ta se také nosila u pasu. Literáti si mohli k pasu zavěšovat soupravu na psaní zvanou jatate, venkované nosili u pasu láhev z dýně hjótan. Kupci a měšťané nosili u pasu brokátové váčky na peníze kinčaku. To vedlo k nutnosti používat knoflíky necuke k tradičnímu japonskému oděvu.

## Doba vzniku
Kdy se přesně začala necuke používat, není jisté. Necuke jsou zachycena na svitkových obrazech z doby Kamakura (1185 - 1333), později na malbách ze 17. století. Nejdříve to pravděpodobně byly jen kousky opracovaného dřeva či jiného materiálu, ale v době Tokugava (1603 - 1868) umění vyrábět necuke opravdu rozkvetlo a výrobků z 18. a 19. století je nejvíce. Koncem 17. století se vytvořila vrstva bohatých měšťanů a jeden ze způsobů, jak ukázat své bohatství, byl šat a jeho ozdoby. Měšťané totiž nesměli na rozdíl od samurajů nosit meče a nebylo mnoho jiných způsobů, jak své bohatství ukázat. Zpočátku vyráběli necuke mistři jiných oborů, hlavně specialisté na kovové ozdoby. Nejprve je vyráběli jen jako vedlejší produkt, posléze se specializovali pouze na necuke. Když se po polovině 19. století Japonsko otevřelo světu a móda v Japonsku se měnila, byl tradiční oděv postupně přizpůsobován evropským zvyklostem a potřeba necuke byla stále menší. Tak se v 19. století začaly vyrábět malé ozdobné necuke, které se nenosily za pasem, ale sloužily už jen jako umělecké drobnosti určené pro ozdobu. Říkalo se jim okimono.

### Kritéria necuke
Knoflík necuke musí splňovat tři základní kritéria:
1. musí mít dva otvory himotoši, kterými se protahuje šňůrka. Některé necuke mají protahovací otvory vyvrtané, jiné používají přirozené otvory dané řezbou.
2. musí být kompaktní. Nosí se zaklesnuté za páskem, často se s nimi manipuluje, proto nesmějí být snadno poškoditelné. Také musí být dostatečně hladké, aby nepoškozovaly oděv.
3. necuke musí být poměrně malá, nesmí za pasem vadit.

Původně se necuke kombinovala ještě s malým knoflíkem odžime. Jím se šňůrka jistila a utahovala. 

## Rozdíl mezi necuke a okimono
Název necuke vznikl ze dvou slov: ne - znamená kořen, cukeru znamená připevnit. Slovo okimono je také složeno ze dvou slov: oki znamená položit a mono znamená věc.
Zatímco necuke byly nejen krásné, ale i užitkové, okimono sloužila jen jako ozdoba nebo jako předmět sběratelského zájmu cizinců. Okimono také nemá otvory pro protažení šňůrky. Některá okimono se ovšem dala použít jako necuke a naopak. Okimona jsou také větší než necuke. Nejlepší okimona pocházejí z "Tokijské školy umění", která byla založena roku 1887. Jsou vyřezána z jednoho kusu slonoviny. Nejoblíbenějšími tématy jsou samurajové, rolníci, legendární postavy či příběhy, symboly štěstí a pod. Nejčastější surovinou pro výrobu necuke a okimono bylo dřevo, bambus, kost, parůžek, mrožovina, zubrovina, porcelán, keramika, kámen, pryskyřice a slonovina. Nejvíce artefaktů je ze dřeva a slonoviny. Dřevo pochází z různých stromů. Ze slonoviny se vyráběla plektra k šamisenu (loutně) a ke kotu (druh dvanáctistrunné citery).

### Rozdělení
- Katabori necuke - figurální trojrozměrné knoflíky
- Mandžú necuke - kulaté ploché knoflíky pojmenované podle oblíbených knedlíčků. Jsou vyrobeny ze slonoviny nebo dřeva, obvykle s reliéfní řezbou uprostřed.
- Kagamibuta necuke - kombinace kovové okličky a dna buďto ze dřeva nebo ze slonoviny.
- Rjúsa necuke - necuke připomínající mandžu necuke s prolamováním
- Hako necuke - necuke v podobě krabičky, obvykle zdobené lakem nebo intarziemi
- Men necuke - necuke v podobě miniaturní masky
- Saši necuke nebo obi hasami - dlouhé tenké necuke, trojtozměrná nebo reliéfní řezba. Nosilo se zastrčené za pás
- Obiguruma nebo obiguruwa - necuke v podobě náramku, kterým pás procházel
- Hihataki necuke - necuke, které sloužilo ještě nějakému jinému účelu, například jako sluneční hodiny

## Řezbáři a jejich oblíbená témata
Řezbáři necuke se nazývali necukeši a pocházeli z různých uměleckých oborů. Někteří byli malíři nebo sochaři, jiní vyráběli loutky nebo masky. Většina děl těchto autorů není signována, nebylo zvykem se na díla podepisovat. Někteří řezbáři to přesto dělali, existuje dokonce i soupis řezbářů z 18. století. Jde o takzvaný Sóken kišo (1781). Jiní se podepisovali svou pečetí tzv. kakihan - pečeť byla provedena zkrácením jednoho nebo dvou znaků z řezbářova jména. Ani podpisem ovšem není možno určit, kdy přesně bylo necuke vyrobeno. Podpisy se totiž často falšovaly. Někdy bylo dokonce na necuke vyryto jméno nositele, nikoli jméno řezbáře. Často se řezbáři necuke rekrutovali z výrobců plekter pro hudební nástroje. Proto mají necuke často trojúhelníkový tvar - odřezek po vykrojení tvaru plektra.

## Současnost
V současné době jsou necuke spíše oblíbenou sběratelskou záležitostí než součástí tradičního oděvu. Stále existují umělci, kteří se řezbou necuke zabývají. V Japonsku i ve světě jich existuje asi stovka. Nenapodobují staré vzory, snaží se obohatit necuke o nové moderní tvary a materiály. Necuke se staly se oblíbenými mezi sběrateli celého světa a mnoho necuke se nachází v muzeích a galeriích či soukromých sbírkách.